# Temporada 1979-80 de los Philadelphia 76ers
La temporada 1979-80 fue la trigésimo primera de los Philadelphia 76ers en la NBA, y la decimoséptima en Filadelfia, Pensilvania, tras haber jugado hasta entonces en Syracuse bajo el nombre de Syracuse Nationals. La temporada regular acabó con 59 victorias y 23 derrotas, ocupando el tercer puesto de la conferencia Este, clasificándose para los playoffs, en los que alcanzaron las Finales en las que cayeron ante Los Angeles Lakers.

## Elecciones en elDraft
| Ronda | Puesto | Jugador          | Posición | Nacionalidad   | Universidad         |
| ----- | ------ | ---------------- | -------- | -------------- | ------------------- |
| 1     | 16     | Jim Spanarkel    | SG       | Estados Unidos | Duke                |
| 2     | 36     | Clint Richardson | SG       | Estados Unidos | Seattle             |
| 2     | 37     | Bernard Toone    | PF       | Estados Unidos | Marquette           |
| 3     | 58     | Earl Cureton     | PF       | Estados Unidos | Detroit             |
| 4     | 83     | Mike Niles       | SF       | Estados Unidos | Cal State-Fullerton |

## Temporada regular
| División Central     | División Central | División Central | División Central | División Central | División Central | División Central | División Central | División Central |
| Equipo               | G                | P                | %                | PD               | Casa             | Fuera            | Div              |                  |
| -------------------- | ---------------- | ---------------- | ---------------- | ---------------- | ---------------- | ---------------- | ---------------- | ---------------- |
| y-Boston Celtics     | 61               | 21               | .744             | –                | 35–6             | 26–15            | 17–7             |                  |
| x-Philadelphia 76ers | 59               | 23               | .720             | 2                | 36–5             | 23–18            | 19–5             |                  |
| x-Washington Bullets | 39               | 43               | .476             | 22               | 24–17            | 15–26            | 9–15             |                  |
| New York Knicks      | 39               | 43               | .476             | 22               | 25–16            | 14–27            | 8–16             |                  |
| New Jersey Nets      | 34               | 48               | .415             | 27               | 22–19            | 12–29            | 7–17             |                  |

## Playoffs

### Primera ronda
Philadelphia 76ers  vs. Washington Bullets
| Fecha      | Partido                                        | Ciudad     |
| ---------- | ---------------------------------------------- | ---------- |
| 2 de abril | Philadelphia 76ers 111, Washington Bullets 96  | Filadelfia |
| 4 de abril | Washington Bullets 104, Philadelphia 76ers 112 | Landover   |
|            | Philadelphia 76ers gana las series 2-0         |            |

### Semifinales de Conferencia
Philadelphia 76ers vs. Atlanta Hawks 
| Fecha       | Partido                                   | Ciudad     |
| ----------- | ----------------------------------------- | ---------- |
| 6 de abril  | Philadelphia 76ers 107, Atlanta Hawks 104 | Filadelfia |
| 9 de abril  | Philadelphia 76ers 99, Atlanta Hawks 92   | Filadelfia |
| 10 de abril | Atlanta Hawks 105, Philadelphia 76ers 93  | Atlanta    |
| 13 de abril | Atlanta Hawks 83, Philadelphia 76ers 107  | Atlanta    |
| 15 de abril | Philadelphia 76ers 105, Atlanta Hawks 100 | Filadelfia |
|             | Philadelphia 76ers gana las series 4-1    |            |

### Finales de Conferencia
Boston Celtics vs. Philadelphia 76ers
| Fecha       | Partido                                   | Ciudad     |
| ----------- | ----------------------------------------- | ---------- |
| 18 de abril | Boston Celtics 93, Philadelphia 76ers 96  | Boston     |
| 20 de abril | Boston Celtics 96, Philadelphia 76ers 90  | Boston     |
| 23 de abril | Philadelphia 76ers 99, Boston Celtics 97  | Filadelfia |
| 25 de abril | Philadelphia 76ers 102, Boston Celtics 90 | Filadelfia |
| 27 de abril | Boston Celtics 94, Philadelphia 76ers 105 | Boston     |
|             | Philadelphia 76ers gana las series 4-1    |            |

### Finales de la NBA
Los Angeles Lakers vs. Philadelphia 76ers 
| Fecha      | Partido                                        | Ciudad      |
| ---------- | ---------------------------------------------- | ----------- |
| 4 de mayo  | Los Angeles Lakers 109, Philadelphia 76ers 102 | Los Ángeles |
| 7 de mayo  | Los Angeles Lakers 104, Philadelphia 76ers 107 | Los Ángeles |
| 10 de mayo | Philadelphia 76ers 101, Los Angeles Lakers 111 | Filadelfia  |
| 11 de mayo | Philadelphia 76ers 105, Los Angeles Lakers 102 | Filadelfia  |
| 14 de mayo | Los Angeles Lakers 108, Philadelphia 76ers 103 | Los Ángeles |
| 16 de mayo | Philadelphia 76ers 107, Los Angeles Lakers 123 | Filadelfia  |
|            | Los Angeles Lakers gana las finales 4-2        |             |

## Estadísticas
| Rk | Jugador          | Edad | P  | PT | MP   | TC   | TCI  | %TC  | T3  | T3I | %T3  | TL  | TLI | %TL   | RO  | RD  | RT   | AS  | RB  | TAP | BP  | FP  | PTS  |
| -- | ---------------- | ---- | -- | -- | ---- | ---- | ---- | ---- | --- | --- | ---- | --- | --- | ----- | --- | --- | ---- | --- | --- | --- | --- | --- | ---- |
| 1  | Julius Erving    | 29   | 78 | 78 | 36.1 | 10.7 | 20.7 | .519 | 0.1 | 0.3 | .200 | 5.4 | 6.8 | .787  | 2.8 | 4.6 | 7.4  | 4.6 | 2.2 | 1.8 | 3.6 | 2.7 | 26.9 |
| 2  | Caldwell Jones   | 29   | 80 | 80 | 34.6 | 2.9  | 6.7  | .436 | 0.0 | 0.0 | .000 | 1.6 | 2.2 | .697  | 2.7 | 9.1 | 11.9 | 2.1 | 0.5 | 2.0 | 2.7 | 3.7 | 7.4  |
| 3  | Maurice Cheeks   | 23   | 79 | 79 | 33.2 | 4.5  | 8.4  | .540 | 0.1 | 0.1 | .444 | 2.3 | 2.9 | .779  | 0.9 | 2.5 | 3.5  | 7.0 | 2.3 | 0.4 | 2.7 | 2.5 | 11.4 |
| 4  | Darryl Dawkins   | 23   | 80 | 80 | 31.8 | 6.2  | 11.8 | .522 | 0.0 | 0.1 | .000 | 2.4 | 3.6 | .653  | 2.5 | 6.2 | 8.7  | 1.9 | 0.6 | 1.8 | 2.9 | 4.1 | 14.7 |
| 5  | Lionel Hollins   | 26   | 27 | 26 | 29.5 | 4.8  | 11.6 | .415 | 0.1 | 0.4 | .200 | 2.5 | 3.2 | .770  | 0.9 | 1.7 | 2.6  | 4.1 | 1.7 | 0.3 | 2.5 | 2.5 | 12.2 |
| 6  | Doug Collins     | 28   | 36 | 17 | 26.8 | 5.3  | 11.4 | .466 | 0.0 | 0.0 | .000 | 3.1 | 3.4 | .911  | 0.8 | 1.8 | 2.6  | 2.8 | 0.8 | 0.2 | 2.3 | 2.1 | 13.8 |
| 7  | Bobby Jones      | 28   | 81 | 3  | 26.2 | 4.9  | 9.2  | .532 | 0.0 | 0.0 | .000 | 3.2 | 4.1 | .781  | 1.9 | 3.7 | 5.6  | 1.8 | 1.3 | 1.5 | 1.8 | 2.8 | 13.0 |
| 8  | Henry Bibby      | 30   | 82 | 8  | 24.8 | 3.1  | 7.6  | .401 | 0.1 | 0.6 | .212 | 2.8 | 3.5 | .790  | 0.8 | 1.7 | 2.5  | 3.7 | 0.8 | 0.1 | 1.8 | 2.0 | 9.0  |
| 9  | Steve Mix        | 32   | 81 | 5  | 19.0 | 4.5  | 8.7  | .516 | 0.0 | 0.1 | .400 | 2.6 | 3.1 | .831  | 1.4 | 2.2 | 3.6  | 1.8 | 0.8 | 0.1 | 1.6 | 1.4 | 11.6 |
| 10 | Clint Richardson | 23   | 52 | 34 | 19.0 | 3.1  | 6.7  | .457 | 0.0 | 0.1 | .333 | 0.5 | 0.9 | .622  | 1.1 | 1.3 | 2.4  | 2.1 | 0.5 | 0.3 | 1.2 | 1.9 | 6.7  |
| 11 | Eric Money       | 24   | 6  |    | 13.7 | 2.3  | 6.0  | .389 | 0.0 | 0.0 |      | 0.3 | 0.3 | 1.000 | 0.5 | 0.7 | 1.2  | 2.7 | 0.0 | 0.2 | 2.0 | 1.8 | 5.0  |
| 12 | Jim Spanarkel    | 22   | 40 |    | 11.1 | 1.8  | 3.8  | .471 | 0.0 | 0.1 | .000 | 1.4 | 1.6 | .831  | 0.7 | 0.7 | 1.4  | 1.3 | 0.3 | 0.2 | 1.4 | 1.5 | 5.0  |
| 13 | Bernard Toone    | 23   | 23 |    | 5.4  | 1.0  | 2.8  | .359 | 0.0 | 0.3 | .143 | 0.3 | 0.4 | .800  | 0.5 | 1.0 | 1.5  | 0.5 | 0.2 | 0.2 | 0.7 | 0.9 | 2.4  |
| 14 | Al Skinner       | 27   | 2  |    | 5.0  | 0.5  | 1.0  | .500 | 0.0 | 0.0 |      | 0.0 | 0.0 |       | 0.0 | 0.0 | 0.0  | 1.0 | 0.0 | 0.0 | 1.0 | 0.5 | 1.0  |

## Galardones y récords
| Jugador       | Galardón                           |
| Julius Erving | Mejor quinteto de la NBA All-Star  |
| Bobby Jones   | Mejor quinteto defensivo de la NBA |